# ランツォ
ランツォ(伊: Ranzo)は、イタリア共和国リグーリア州インペリア県にある、人口約600人の基礎自治体（コムーネ）。

## 地理

### 位置・広がり

#### 隣接コムーネ
隣接するコムーネは以下の通り。括弧内のSVはサヴォーナ県所属を示す。
- アークイラ・ダッローシャ
- ボルゲット・ダッローシャ
- カザノーヴァ・レッローネ (SV)
- ナジーノ (SV)
- オンツォ (SV)

### 気候分類・地震分類
ランツォは、気候分類 (it) では zona E, 2103 GG
に、また、イタリアの地震リスク階級 (it) では、3 に分類される
。